# Setter irlandês
A setter irlandês[Nota] (em inglês:  Irish Red Setter) é uma raça canina europeia proveniente da Irlanda. Originalmene desenvolvido como cão de caça, é fruto dos cruzamentos entre o setter irlandês ruivo e braco e um outro cão de origem desconhecida, embora saiba-se que tinha cores em vermelho sólido. Esta raça então, já estabelecida no século XVIII, teve seu primeiro padrão reconhecido em 1886. Fisicamente é um cão de pelagem macia e comprida, vigoroso, atlético e de gentil expressão. Sua personalidade é descrita ainda como juvenil, já que possui um amadurecimento tardio, extrovertida e descuidada. Todavia, apesar de considerado bom cão de companhia devido a seu temperamento e lealdade, é bastante útil ainda como cão de trabalho em virtude de sua rapidez e tolerância com outros cães, o que o permite trabalhar em matilha.
Raça dita moderadamente saudável, é suscetível a doenças genéticas como: A síndrome da dilatação vólvulo-gástrica, a displasia, a atrofia progressiva da retina, e a epilepsia.